# David Oakes
David Oakes (Hampshire, 14 oktober 1983) is een Engelse acteur. Hij speelde onder meer William Hamleigh in de miniserie The Pillars of the Earth, Juan Borgia in de serie The Borgias en psychopaat Justin in de thriller/horrorfilm Truth or Dare.

## Biografie
Oakes is geboren in Fordingbridge als de zoon van een kanunnik en een professionele musicus. Hij was een 'Head Boy' van de Bishop Wordsworth's School in Salisbury. Dat wil zeggen, een vertegenwoordiger van de school bij publieke evenementen en die toespraken en voordrachten houdt. Oakes studeerde af in Engelse Literatuur aan de Universiteit van Manchester. Hij heeft de Bristol Old Vic Theatre School bezocht van 2005 tot 2007.
In juni 2013 begonnen de uitzendingen van de tv-serie The White Queen op BBC1. Deze  vertelt episodes uit de strijd tussen het Huis van York en het Huis van Lancaster voor de troon van Engeland. Oakes speelt hierin hertog George van Clarence.
- Gemeinsame Normdatei: 1188586289
- International Standard Name Identifier: 0000 0001 3382 3044
- Library of Congress Control Number: no2012027411
- Nationale Bibliotheek van Israël: 987007325597505171
- Virtual International Authority File: 232410599
- WorldCat: E39PBJh8Pfmbj6Mr6Wyb8VgHYP